# La Sibylle de Tibur annonçant à Auguste la naissance du Christ
La Sibylle de Tibur est un tableau mythologique du XVIIe siècle dû au peintre Pierre de Cortone, qui l'a réalisé vers 1660-1665. Il est aujourd'hui conservé au musée des beaux-arts de Nancy.

## Description
L’œuvre représente un épisode biblique : Auguste, grâce à sa pacification du monde, doit être déifié à la suite de la décision du Sénat romain. Il se rend sur le Capitole accompagné de la Sibylle de Tibur, prêtresse d'Apollon ayant don de prophétie. Celle-ci lui prédit l'avènement d'un enfant qui surpassera les dieux romains ; c'est alors qu'apparaît dans les cieux une vision de Marie tenant Jésus. Auguste s'agenouille alors, et renonce à se faire déifier. Ce tableau représente les deux pouvoirs, le spirituel, en haut, véritable et sans apparat, domine le pouvoir temporel, cantonné au registre inférieur malgré son faste.
Cette peinture est de style baroque, comme en témoignent le faste des objets et des reliefs représentés, la richesse de la palette de couleurs ainsi que la théâtralité de la composition orientée autour d'une diagonale centrale et rehaussée par les décors, attitudes, gestes et regards. Elle est représentative du style tardif du peintre, en raison de sa technique, plus libre que ses œuvres de jeunesse, de la subtilité des harmonies de tons et de la richesse de représentation des tissus.

## Histoire
La toile a fait partie du célèbre décor de la galerie de l'hôtel particulier parisien de Louis Phélypeaux de La Vrillère : à partir des années 1640, ce riche secrétaire d'État a réuni dans sa galerie dix tableaux de grandes dimensions dus aux pinceaux de ceux qui étaient alors considérés comme les plus grands peintres italiens du temps, des toiles qu'il avait achetées ou directement commandées aux artistes en question. Parmi ces dix toiles, intégrées aux boiseries de la galerie, trois étaient dues à Pierre de Cortone, le peintre italien le plus célèbre à l'époque. Toutes ces œuvres sont aujourd'hui réparties entre divers musées français de région et le musée du Louvre à Paris tandis que des copies prennent place dans la galerie de l'hôtel (connue sous le nom de Galerie dorée), aujourd'hui siège de la Banque de France.
Cette œuvre représente une transition entre deux époques ; de par son style pictural, elle appartient au baroque, mais de par son histoire, elle annonce le classicisme et l'évolution des productions françaises vers les commandes royales, pour le Louvre ou Versailles.

## Œuvres sur le même thème
Ce tableau ne doit pas être confondu avec la toile du même nom réalisée par Antoine Caron vers 1575-1580 et conservée au Musée du Louvre.